# Мансуров, Борис Павлович
Борис Павлович Мансу́ров (1828, Москва — 1910, Рига) — государственный деятель из рода Мансуровых, активный участник создания «Русской Палестины», сенатор, член Государственного совета Российской империи, управляющий делами Палестинского комитета, Палестинской комиссии, член-учредитель Императорского православного палестинского общества; действительный тайный советник. Старший брат Н. П. Мансурова.

## Биография
Родился в Москве 12 (24) мая 1828 года в семье действительного статского советника Павла Борисовича Мансурова (1795—10.04.1881), чиновника министерства финансов, участника Отечественной войны 1812 года и Екатерины Петровны, урожд. княжны Хованской (1803—1837). Был назван в честь деда — казанского губернатора Бориса Александровича Мансурова.
Окончив в 1845 году с первой золотой медалью и чином 9-го класса курс в Императорское училище правоведения, Борис Мансуров поступил 1 мая на службу в канцелярию 1-го департамента Сената, в 1847 году назначен секретарём этого департамента. В 1849 году — и. д. юрисконсульта, а с 1850 года — правитель канцелярии Министерства юстиции. С февраля 1854 года служил чиновником особых поручений 5-го класса в Морском министерстве — принимал участие в составлении свода постановлений по кораблестроительной части для хозяйственного морского устава; в июле 1855 года был назначен заведующим госпиталями Морского министерства в Крыму.
Парижский трактат 1856 года запрещал России иметь военный флот на Чёрном море и для сохранения русского присутствия в Средиземноморье было решено использовать паломничество к святым местам Палестины, превратить «инстинктивное, неуправляемое» народное движение в элемент политики. Для этого предстояло создать соответствующую инфраструктуру в Палестине и обслуживающую её транспортно-коммуникационную систему на Чёрном и Средиземном морях; 3 августа 1856 года в С.-Петербурге было учреждено Русское общество пароходства и торговли (РОПиТ) с портовой базой в Одессе и конторой в Санкт-Петербурге. Одним из инициаторов и главных деятелей этого проекта был Б. П. Мансуров. В 1857 году по поручению Великого князя Константина Николаевича Мансуров был отправлен в Иерусалим. «Под видом частного путешественника» ему предстояло посетить Святые места и средиземноморские порты «для собрания нужных практических материалов и приготовления на основании оных путеводителя к святым местам». В конце октября 1857 года он возвратился в Петербург, где представил большой доклад с подробным анализом состояния паломничеств из России и предложениями по организации российской паломнической инфраструктуры в Палестине. Фрейлина А. Ф. Тютчева в своём дневнике записала:

…вышла интереснейшая записка о русском влиянии в Святой Земле, о страшной невыгодности нашего положения по сравнению с положением французов и даже англичан. Он не ограничился тем, что указал на зло, он предложил средство устранить его, средство, состоящее в том, чтобы при помощи сборов, которые у нас так легко организовать ввиду усердия народа к религиозным делам, собрать денег для поддержания нашей миссии и для основания в Назарете и Иерусалиме приютов, школ и больниц.
По мнению Мансурова, следовало «привести наше вмешательство на Востоке в такую неполитическую форму, которая бы обезоружила наших противников».
Отчёт Мансурова был напечатан в типографии Морского министерства в количестве 30 экземпляров в декабре 1857 года. без названия и имени автора. Сокращённая версия отчёта, также без имени автора и без названия, появилась в начале 1858 года. Оба издания рассылались для ознакомления представителям чиновной элиты и экспертам по личному указанию великого князя Константина Николаевича. 
В 1858 году, для реализации получивших первичное одобрение его предложений, действительный статский советник (с 01.01.1858) Б. П. Мансуров вместе с архимандритом Порфирием (Успенским) (о двукратном пребывании которого в Палестине он дал лестные отзывы), архитекторами — академиками М. И. Эппингером и В. А. Дорогулиным вновь отправился в Палестину. Перед экспедицией была поставлена цель — позаботиться об улучшении быта паломников в Иерусалиме.
После личного доклада Мансурова, император Александр II 23 марта 1859 года подписал указ о создании Комитета для принятия мер по устройству в Палестине русских богоугодных заведений для православных поклонников (Палестинский комитет) и началась подготовка к приезду в Палестину великого князя Константина Николаевича с супругою Александрой Иосифовной и старшим сыном. Весной 1859 года (28 апреля — 9 мая) великий князь посетил Иерусалим, одобрил деятельность Мансурова по покупке русского места близ храма Гроба Господня, и 11 января 1860 года Б. П. Мансуров был назначен управляющим делами Палестинского комитета. Ранее, 30 марта 1859 года Мансуров был назначен чиновником особых поручений IV класса при морском министре, а 21 мая 1859 года — статс-секретарём Его императорского величества; 19 ноября 1862 года Мансуров был произведён в тайные советники.
В 1860—1864 годах на купленных и подаренных Великому князю участках Мейдамской площади был сооружён ансамбль зданий Русских построек, в который входили Троицкий собор, двухэтажное здание Духовной миссии с домовой церковью, Елизаветинское (мужское) и Мариинское (женское) подворья и госпиталь. Все участники строительства получили награды; Б. П. Мансуров в январе 1865 года получил чин тайного советника и стал сенатором.
После закрытия комитета, в 1864 году Мансуров стал играть главную роль в образованной при Министерстве иностранных дел Палестинской комиссии.
С 8 января 1865 года — сенатор, присутствующий в департаменте герольдии (до 02.06.1865), присутствующий в I отделении VI департамента (02.06.1865 — 23.08.1865), присутствующий в I отделении V департамента (с 23.08.1865) Правительствующего сената; 30 мая 1868 года был назначен вице-президентом комиссии по сооружению Храма Христа Спасителя в Москве. С 1 января 1872 года — член Государственного совета, с 1 января 1880 года — действительный тайный советник.
В конце 1884 года Мансуров в шестой раз посетил Иерусалим по делам комиссии. Результатом его поездок явились книги: «Базилика императора Константина в Святом граде Иерусалиме» (М., 1885; критика гипотез Шика относительно топографии древнего Иерусалима, а также проекта реставрации Константиновой базилики, предложенного Шиком), «Русские раскопки в Святом граде Иерусалиме перед судом Русского Археологического Общества» (Рига, 1887) и «Храм Св. Гроба Господня в его древнем виде» (Рига, 1887).
В «Русском архиве» в 1889 году была напечатана его статья о настоятеле Пантелеймоновского русского монастыря Макарии Афонском.
В 1886 году из-за болезни дочери Натальи Мансуров с семьёй переехал в Ригу, где 21 июня (4 июля) 1910 года скончался. Погребён в крипте собора Свято-Троицкого женского монастыря; рядом похоронена супруга.

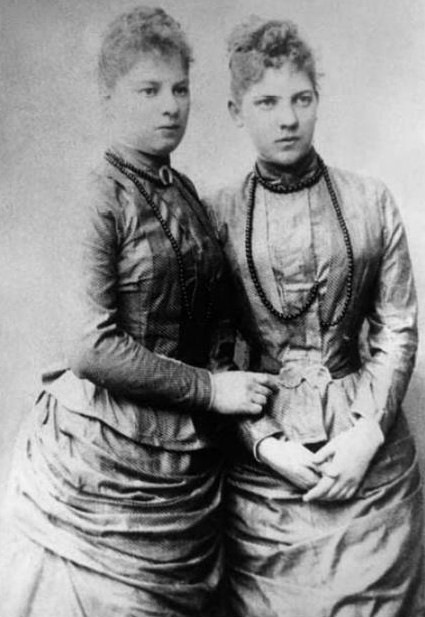
Екатерина и Наталья Мансуровы

## Награды
- орден Св. Владимира 3-й ст. с мечами (22.06.1855)
- орден Св. Станислава 1-й ст. (01.01.1862)
- орден Св. Анны 1-й ст. (19.04.1864)
- орден Св. Владимира 2-й ст. с мечами (1869)
- орден Белого Орла (1877)
- орден Св. Александра Невского (1883; бриллиантовые знаки к ордену — 1888)

- черногорский орден князя Даниила I 1-й ст. (1869)

## Семья
Жена (с 1859) — княжна Мария Николаевна Долгорукова (1833—1914).
Дети:
- Павел (08.06.1860. Париж — 1932), директор Московского главного архива иностранных дел, отец С. П. Мансурова.
- Екатерина (схиигуменья Сергия) (22.05.1861, Ницца — 16.03.1927[10], Рига) — фрейлина, с 1901 года монахиня (затем схиигуменья) Сергия, основательница и настоятельница Рижского Свято-Троице-Сергиева монастыря и Спасо-Преображенской пустыни вблизи Елгавы[11].
- Эммануил (1862 — ?) — служил в лейб-гвардии Семёновском полку.
- Николай (11.11.1865—05.11.1866[12]), умер от зубов, похоронен в Воскресенском женском монастыре.
- Наталия (1868 — март 1934, Геническ) — фрейлина. Кавалерственная дама ордена Святой Екатерины малого креста (1878); с 19 ноября 1901 года монахиня Иоанна, основательница Елгавской Преображенской пустыни.[13].

## Рекомендуемая литература
- Письма Б. П. Мансурова из путешествия по Православному Востоку в 1857 г. / Б. П. Мансуров; Гос. арх. Рос. Федерации, Арх. внеш. политики Рос. империи. — М.: Индрик, 2014. — 286 с.: портр. — ISBN 978-5-91674-318-0.